# Conduru
Conduru é um distrito do município de Cachoeiro de Itapemirim, no Espírito Santo. Sua sede está localizada no extremo norte do município, a 29 km do centro da cidade.

## Etimologia
Seu nome vem do tupi konduru, nome de uma árvore da família das moráceas.

## História
O povoado do distrito de Conduru surgiu no final do século XIX às margens do Rio Castelo, onde algumas famílias vieram de outros locais do Brasil em busca de terras férteis e baratas no município de Cachoeiro de Itapemirim, estabelecendo-se na região.
A partir da inauguração do Ramal Ferroviário de Castelo, da Estrada de Ferro Leopoldina, que ligava a estação de Matosinhos (atual distrito de Coutinho) ao distrito de Estação Castelo (atual cidade de Castelo) em 1887, a Estação Ferroviária de Pedreiras foi inaugurada por volta de 1904. Esse era o nome inicial de Conduru, sendo a primeira parada do ramal, utilizada para transportar café e passageiros da região.

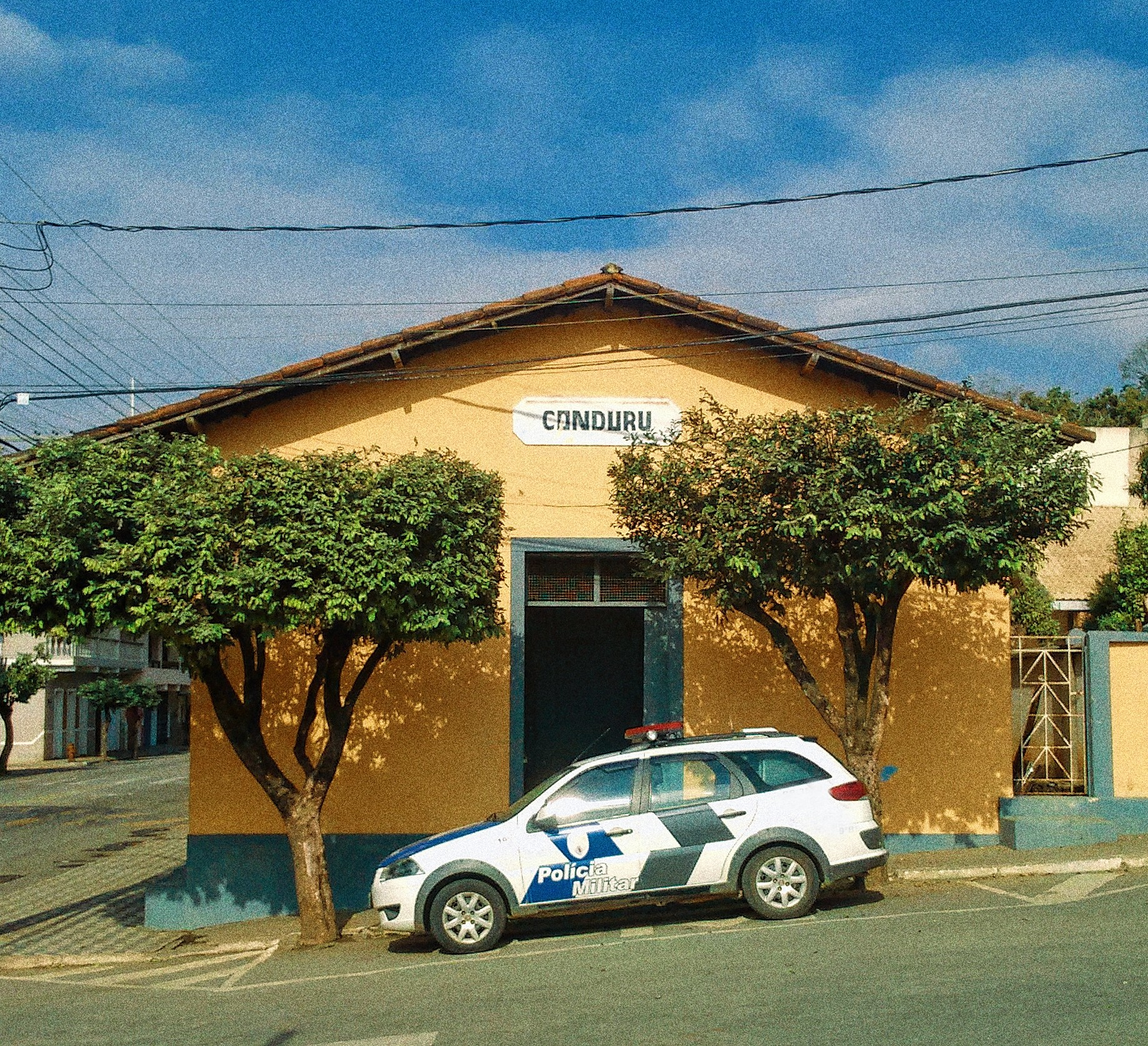
Antiga estação ferroviária e atual estação Rodoviária e agência dos Correios “Francisco de Paula Mattos”, na sede do distrito

Pela Lei Estadual n.º 1657, de 08-10-1927, Pedreiras foi elevada à categoria de distrito de Cachoeiro de Itapemirim, mas já com o atual nome de Conduru, desmembrando-se do distrito de Estação Castelo, abrangendo comunidades como as atuais do distrito de São Vicente, e suas comunidades atuais de São Miguel, Jabuticabeira, Alegria São José e Araponga. O nome do distrito originou-se do apelido do morador cearense Antônio Alves Malheiros, conhecido como "velho Conduru", que, devido à sua importância para a população da época, deu nome à atual vila.
Nesse período, a Usina São Miguel SA foi fundada, impulsionando a economia local com produção sucroalcooleira, embora tenha sido posteriormente desativada.
Em 1962, o ramal ferroviário foi desativado e, no ano seguinte, os trilhos foram retirados. Sendo assim, o principal acesso ao distrito passou a ser a atual Rodovia Fued Nemer (ES-166).
Após a desativação da ferrovia, a estação ferroviária permaneceu abandonada até a década de 1990, quando foi revitalizada durante a gestão municipal do Prefeito José Tasso de Andrade. Em 22 de dezembro de 1995, foi novamente inaugurada, servindo como uma unidade administrativa do distrito e funcionando como agência dos correios.

## Geografia

### Localização
O distrito está situado na região norte do município, e sua sede se localiza próxima ao limite de Cachoeiro de Itapemirim com o município de Castelo, à 21 km da cidade de Cachoeiro de Itapemirim.
Limita-se ao norte com o município de Castelo, ao leste com os distritos de São Vicente e Itaoca, ao oeste com os distritos de Burarama e Pacotuba, e ao sul com o distrito de Coutinho.

### Hidrografia
Seu território é banhado pelo Rio Castelo, de norte a sul, e pelo Ribeirão Estrela do Norte em sua área rural, também de norte a sul.

### População
Pelo Censo 2022 (IBGE) a população total do distrito era de 2 766 habitantes, sendo 66,49% vivendo em área urbana.

### Área territorial
A área territorial do distrito é de 77,21 km², sendo a 5ª maior subdvisão do município.

### Rodovias
O principal acesso ao distrito é a rodovia ES-166 que liga as cidades de Cachoeiro de Itapemirim e Castelo. Contando com a rodovia rural do Programa Caminhos do Campo (SEAG) com destino ao distrito de São Vicente, que tem início na comunidade de Sapecado, além de possuir uma rodovia não pavimentada que conecta a sede do distrito ao distrito vizinho de Burarama.

## Economia
Como em grande parte do município, é localizado em Conduru um grande de número de empresas voltadas ao mármore e granito, fonte principal da economia do município de Cachoeiro de Itapemirim. Além das atividades de rochas ornamentais, destacam-se as atividades de suinocultura, cultivo de café, agroindústria e apicultura.

## Patrimônios

### Reserva Particular do Patrimônio Natural Cafundó
Criada no ano de 1998 e reconhecida pelo IBAMA e tombada pela Lei Municipal nº 5484/2003, a RPPN Cafundó tornou-se a primeira RPPN a ser reconhecida e protegida no estado. Possui 517,00 hectares de mata atlântica preservada, sendo a maior parte localizada no distrito de Conduru.
A reserva apoia pesquisas em sua área de fauna e flora e desenvolve atividades de educação ambiental, recreação e turismo. Além disso, atua na preservação de mananciais de água, como o Rio Itapemirim e o Ribeirão Estrela do Norte.

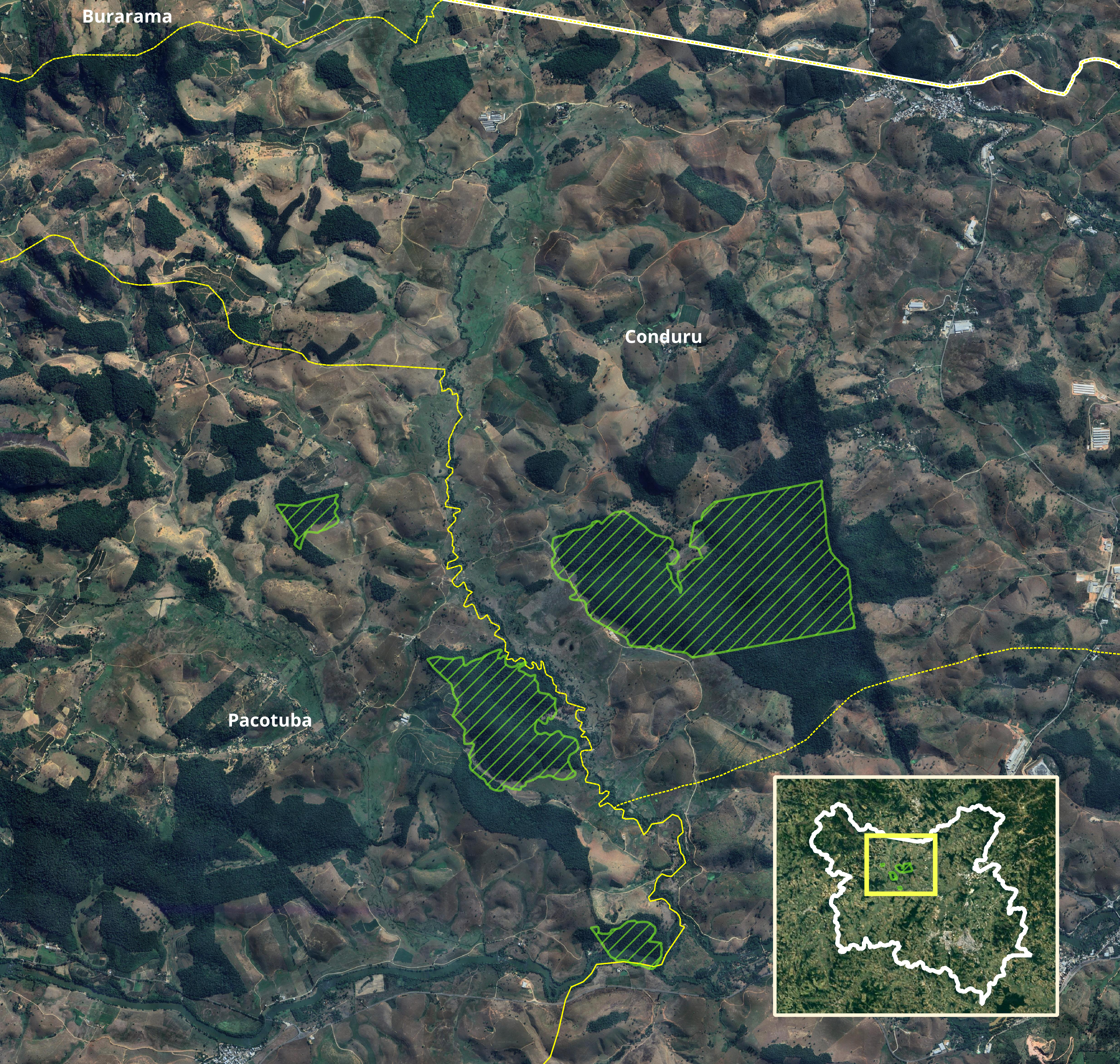
Área da RPPN Cafundó no município de Cachoeiro de Itapemirim

Está inserida no Projeto Corredores Ecológicos do Espírito Santo, fazendo parte do Corredor Ecológico Burarama-Pacotuba-Cafundó, com o objetivo de conectar a Floresta Nacional de Pacotuba às áreas preservadas do distrito de Burarama.

### Antiga Estação Ferroviária de Conduru
Inaugurada no início do século XX, em 1904, a Estação Ferroviária de Conduru fazia parte da antiga Estrada de Ferro Leopoldina, no Ramal Ferroviário de Castelo. Com arquitetura de influência inglesa nos métodos construtivos da infraestrutura ferroviária, a estação marcou uma grande época no transporte de passageiros e cargas na região. Foi tombada pela Lei Municipal Nº 5484/2003.

## Serviços Públicos
Energia elétrica
A responsável pelo abastecimento de energia elétrica é a EDP Espírito Santo.
Saneamento
O serviço de abastecimento de água é feito pela BRK Ambiental, concessionária privada que atende a todo o município. Além de possuir uma estação local de tratamento de água e esgoto.
Transporte
O distrito e suas comunidades são atendidos pela linha municipal urbana-distrital 113 (Conduru x Rodoviária de Cachoeiro) e 111 (Burarama x Conduru) do Consórcio Novo Trans, administradas pela Viação Real Ita. Além disso, a comunidade de São Miguel é exclusivamente atendida pela linha 160 da Viação Santa Luzia (São Vicente x Rodoviária).
Por estar às margens da Rodovia ES-166, o distrito é servido por linhas intermunicipais e interestaduais que cruzam a rodovia, a saber:
- Viação Real Ita: Castelo x Conduru e Castelo x Cachoeiro de Itapemirim via Conduru[21]
- Viação Planeta: Castelo x Vitória
- Viação Gontijo: Anchieta x Belo Horizonte
- Viação União e Viação Itapemirim: Castelo x Rio de Janeiro